# هاوارد کیل
هاوارد کیل (انگلیسی: Howard Keel؛ زاده ۱۳ آوریل ۱۹۱۹ درگذشته ۷ نوامبر ۲۰۰۴) یک هنرپیشه اهل ایالات متحده آمریکا بود. وی بین سال‌های ۱۹۴۳ تا ۲۰۰۲ میلادی فعالیت می‌کرد.
از فیلم‌ها یا برنامه‌های تلویزیونی که وی در آن نقش داشته است می‌توان به هفت عروس برای هفت برادر اشاره کرد.